# Lorne (Manitoba)
Pour les articles homonymes, voir Lorne (homonymie).
Lorne est une communauté rurale située dans la province du Manitoba au Canada.
La communauté rurale de Lorne était peuplée de 2033 habitants au recensement de la population de 2001. Un tiers de la population est franco-manitobaine.
Lorne regroupe plusieurs villages francophones tels que Bruxelles, Cardinal, Saint-Alphonse, Saint-Léon, Saint-Lupicin et Somerset.
Cette communauté rurale fut peuplée à la fin du XIXe siècle par des émigrants francophones venus de Belgique, de France et du Québec.

## Démographie
| 2001  | 2006  | 2011  | 2016  |
| ----- | ----- | ----- | ----- |
| 2 033 | 2 003 | 3 006 | 3 041 |